# デンコウアンジュ
デンコウアンジュ（英: Denko Ange、2013年4月8日 - ）は、日本の競走馬。主な勝ち鞍は2015年のアルテミスステークス(GIII)、2019年の福島牝馬ステークス(GIII)、2020年の愛知杯(GIII)。
馬名の意味は冠名とフランス語で「天使」。

## 経歴

### 2歳（2015年）
10月3日、阪神競馬場（芝1800m）の新馬戦、鞍上は川田将雅でデビュー、5着に終わる。続く10月17日、京都競馬場の未勝利戦（芝1800m）で1着となった（この時最後の直線でデンコウアンジュが内側に斜行したため後続馬の進路が狭くなり、鞍上の川田は10月24日から11月1日まで9日間の騎乗停止となった）。そして10月31日、初の遠征となった東京競馬場で、アルテミスステークス(GIII)に重賞初出走、鞍上には騎乗停止の川田から田辺裕信が起用された。単勝オッズ82.8倍の12番人気の低評価ながら、上がり3ハロン最速の33.3秒の末脚を繰り出し、2.2倍の1番人気メジャーエンブレムをクビ差かわし重賞初制覇。12月13日には阪神ジュベナイルフィリーズで初のGI出走。前走下したメジャーエンブレムが単勝オッズ2.5倍の1番人気で、それに続く7.4倍の2番人気に支持される。好位から進出を狙うが伸びを欠き7着、メジャーエンブレムが優勝した。その後、春のクラシックに向けて長期休養に入った。

### 3歳（2016年）
休み明けは3月5日のチューリップ賞で始動。5着に終わったが、次走はクラシックに参戦することとなった。その後桜花賞10着、優駿牝馬（オークス）9着と凡走が続く。その後秋に向け休養に充てられる。
秋はローズステークスから始動。鞍上は内田博幸に乗り替わり、4着。しかし本番の秋華賞で9着に終わる。その後松山弘平に乗り替わり、エリザベス女王杯に出走、古馬との初対決となったが、11着となり休養に入る。

### 4歳（2017年）
春は阪神牝馬ステークスに蛯名正義を背に参戦、7着に終わる。その後秋山真一郎で参戦するも4着に敗れた福島牝馬ステークスを挟んで、蛯名を鞍上に戻し挑んだ、ヴィクトリアマイルでは単勝オッズ67.9倍で11番人気という低評価を覆して、1着のアドマイヤリードと1馬身1/4差の2着に滑り込む。その後3番人気の高評価で出走したエプソムカップでは8着に沈み、その後府中牝馬ステークス8着、2年連続出走のエリザベス女王杯は13着と凡走する。しかしターコイズステークスで3着に滑り込む。

### 5歳（2018年）
2着となったヴィクトリアマイルと同コースの東京新聞杯から始動し4着、福島牝馬ステークスで3着となり、臨んだヴィクトリアマイルでは12着に沈む。その後オープン競走に出走するも凡走が続き、前年に3着となったターコイズステークスに蛯名から柴田善臣に乗り替わって出走、13番人気の評価ながら3着に潜り込む。

### 6歳（2019年）
中山牝馬ステークスで復帰し、道中は後方で脚を溜めて最後の直線で大外に持ち出したが、0.1秒差及ばず4着。4番人気で柴田善臣とともに出走した福島牝馬ステークスで優勝。アルテミスステークス以来3年半ぶりの重賞2勝目を挙げた。しかしその勝利をステップアップに臨んだ、ヴィクトリアマイルは12着と沈む。その後休養し、カシオペアステークスで復帰、上がり最速を繰り出すも4着、続く、福島記念、ターコイズステークスと連続6着となる。

### 7歳（2020年）
7歳になっても現役を続け、小倉競馬場で行われた愛知杯は9番人気の低評価の中、トップハンデをものともせず４コーナー手前から徐々に進出して直線インを突いて抜け出し優勝、重賞3勝目を飾る。雪の中行われた中山牝馬ステークスは0.2秒差の4着、前年制した福島牝馬ステークスは、2番人気となるも、13着と惨敗。その後、7か月休養し福島記念で復帰、56㎏と実質トップハンデながら4着と健闘。続く、中日新聞杯は柴田善臣の骨折により、吉田隼人に乗り替わるが16着と惨敗した。

### 8歳（2021年）
明け8歳となった2021年の初戦として連覇がかかった愛知杯に出走したが6着。蛯名正義に乗り替わった小倉大賞典では5着、3月の中山牝馬ステークスでは6着と惜敗が続いた。その後、4月24日の福島牝馬ステークスに出走を予定していたが両後肢の違和感のため出走を回避。5月7日付けで競走馬登録を抹消し現役を引退した。引退後は北海道浦河町の三嶋牧場で繁殖入りする。

## 競走成績
以下の内容は、netkeiba.comの情報に基づく。
| 競走日     | 競馬場 | 競走名             | 格   | 距離（馬場）  | 頭 数 | 枠 番 | 馬 番 | オッズ （人気） | 着順 | タイム （上がり3F） | 着差 | 騎手        | 斤量 [kg] | 1着馬（2着馬）         | 馬体重 [kg] |
| ---------- | ------ | ------------------ | ---- | ------------- | ----- | ----- | ----- | --------------- | ---- | ------------------- | ---- | ----------- | --------- | ---------------------- | ----------- |
| 2015.10.03 | 阪神   | 2歳新馬            |      | 芝1800m（稍） | 11    | 8     | 11    | 048.70（8人）   | 05着 | R1:50.3（36.3）     | -1.5 | 0川田将雅   | 54        | アドマイヤビスタ       | 466         |
| 0000.10.17 | 京都   | 2歳未勝利          |      | 芝1800m（良） | 10    | 4     | 4     | 010.10（5人）   | 01着 | R1:49.4（34.2）     | -0.1 | 0川田将雅   | 54        | （ダノンプレシャス）   | 466         |
| 0000.10.31 | 東京   | アルテミスS        | GIII | 芝1600m（良） | 15    | 8     | 14    | 082.8（12人）   | 01着 | R1:34.1（33.3）     | -0.0 | 0田辺裕信   | 54        | （メジャーエンブレム） | 448         |
| 0000.12.13 | 阪神   | 阪神JF             | GI   | 芝1600m（良） | 18    | 8     | 17    | 007.40（2人）   | 07着 | R1:35.4（36.4）     | -0.9 | 0川田将雅   | 54        | メジャーエンブレム     | 446         |
| 2016.03.05 | 阪神   | チューリップ賞     | GIII | 芝1600m（良） | 16    | 1     | 2     | 014.90（6人）   | 05着 | R1:33.1（33.6）     | -0.3 | 0川田将雅   | 54        | シンハライト           | 450         |
| 0000.04.10 | 阪神   | 桜花賞             | GI   | 芝1600m（良） | 18    | 4     | 7     | 038.30（7人）   | 10着 | R1:34.4（34.2）     | -1.0 | 0川田将雅   | 55        | ジュエラー             | 442         |
| 0000.05.22 | 東京   | 優駿牝馬           | GI   | 芝2400m（良） | 18    | 4     | 8     | 018.10（6人）   | 09着 | R2:25.4（34.0）     | -0.4 | 0川田将雅   | 55        | シンハライト           | 432         |
| 0000.09.18 | 阪神   | ローズS            | GII  | 芝1800m（良） | 15    | 7     | 1     | 028.20（8人）   | 04着 | R1:47.1（34.4）     | -0.4 | 0内田博幸   | 54        | シンハライト           | 440         |
| 0000.10.16 | 京都   | 秋華賞             | GI   | 芝2000m（良） | 18    | 4     | 8     | 020.30（6人）   | 09着 | R1:59.3（33.5）     | -0.7 | 0内田博幸   | 55        | ヴィブロス             | 442         |
| 0000.11.13 | 京都   | エリザベス女王杯   | GI   | 芝2200m（良） | 15    | 6     | 11    | 051.60（9人）   | 11着 | R2:13.9（33.7）     | -1.0 | 0松山弘平   | 54        | クイーンズリング       | 446         |
| 2017.04.08 | 阪神   | 阪神牝馬S          | GII  | 芝1600m（重） | 16    | 6     | 12    | 065.5（10人）   | 07着 | R1:35.4（34.9）     | -1.1 | 0蛯名正義   | 54        | ミッキークイーン       | 460         |
| 0000.04.22 | 福島   | 福島牝馬S          | GIII | 芝1800m（良） | 16    | 2     | 3     | 016.20（8人）   | 04着 | R1:47.2（36.5）     | -0.4 | 0秋山真一郎 | 54        | ウキヨノカゼ           | 444         |
| 0000.05.14 | 東京   | ヴィクトリアマイル | GI   | 芝1800m（稍） | 17    | 5     | 10    | 067.9（11人）   | 02着 | R1:34.1（33.2）     | -0.2 | 0蛯名正義   | 55        | アドマイヤリード       | 444         |
| 0000.06.11 | 東京   | エプソムC          | GIII | 芝1800m（良） | 18    | 3     | 6     | 008.50（3人）   | 08着 | R1:46.4（33.5）     | -0.5 | 0蛯名正義   | 54        | ダッシングブレイズ     | 422         |
| 0000.10.14 | 東京   | 府中牝馬S          | GII  | 芝1800m（稍） | 14    | 3     | 3     | 020.80（8人）   | 08着 | R1:48.6（33.5）     | -0.5 | 0蛯名正義   | 54        | クロコスミア           | 452         |
| 0000.11.12 | 京都   | エリザベス女王杯   | GI   | 芝2200m（良） | 18    | 5     | 9     | 165.9（13人）   | 13着 | R2:15.2（34.7）     | -0.9 | 0蛯名正義   | 56        | モズカッチャン         | 454         |
| 0000.12.16 | 中山   | ターコイズS        | GIII | 芝1600m（良） | 16    | 7     | 14    | 020.30（7人）   | 03着 | R1:34.2（33.9）     | -0.0 | 0蛯名正義   | 55        | ミスパンテール         | 454         |
| 2018.02.04 | 東京   | 東京新聞杯         | GIII | 芝1600m（良） | 16    | 1     | 2     | 030.50（9人）   | 04着 | R1:34.4（33.6）     | -0.3 | 0蛯名正義   | 54        | リスグラシュー         | 456         |
| 0000.04.07 | 阪神   | 阪神牝馬S          | GII  | 芝1600m（良） | 13    | 4     | 5     | 050.2（10人）   | 11着 | R1:35.4（33.7）     | -0.6 | 0蛯名正義   | 54        | ミスパンテール         | 464         |
| 0000.04.21 | 福島   | 福島牝馬S          | GIII | 芝1800m（良） | 12    | 8     | 12    | 007.70（4人）   | 03着 | R1:46.9（35.7）     | -0.1 | 0蛯名正義   | 54        | キンショーユキヒメ     | 450         |
| 0000.05.13 | 東京   | ヴィクトリアマイル | GI   | 芝1600m（稍） | 18    | 8     | 17    | 033.0（11人）   | 12着 | R1:33.3（34.0）     | -1.0 | 0蛯名正義   | 55        | ジュールポレール       | 448         |
| 0000.10.02 | 阪神   | ポートアイランドS  | OP   | 芝1600m（良） | 7     | 6     | 6     | 007.40（5人）   | 05着 | R1:34.5（34.0）     | -0.5 | 0蛯名正義   | 54        | ミエノサクシード       | 464         |
| 0000.10.20 | 東京   | 富士S              | GIII | 芝1600m（良） | 18    | 2     | 3     | 054.9（11人）   | 16着 | R1:33.0（33.5）     | -1.3 | 0蛯名正義   | 54        | ロジクライ             | 458         |
| 0000.11.24 | 東京   | キャピタルS        | OP   | 芝1600m（良） | 14    | 1     | 1     | 037.60（9人）   | 06着 | R1:32.7（32.3）     | -0.1 | 0蛯名正義   | 54        | グァンチャーレ         | 456         |
| 0000.12.15 | 中山   | ターコイズS        | GIII | 芝1600m（良） | 16    | 3     | 6     | 058.3（13人）   | 03着 | R1:32.8（34.3）     | -0.1 | 0柴田善臣   | 55        | ミスパンテール         | 462         |
| 2019.03.09 | 中山   | 中山牝馬S          | GIII | 芝1800m（良） | 14    | 6     | 10    | 038.6（12人）   | 04着 | R1:47.8（34.8）     | -0.1 | 0蛯名正義   | 54        | フロンテアクイーン     | 460         |
| 0000.04.20 | 福島   | 福島牝馬S          | GIII | 芝1800m（良） | 10    | 5     | 5     | 006.00（4人）   | 01着 | R1:48.1（33.8）     | -0.4 | 0柴田善臣   | 54        | （フローレスマジック） | 458         |
| 0000.05.12 | 東京   | ヴィクトリアマイル | GI   | 芝1600m（良） | 18    | 4     | 8     | 030.7（10人）   | 12着 | R1:31.4（33.6）     | -0.9 | 0柴田善臣   | 55        | ノームコア             | 454         |
| 0000.10.27 | 京都   | カシオペアS        | L    | 芝1800m（良） | 17    | 6     | 12    | 016.10（7人）   | 04着 | R1:47.6（35.1）     | -0.1 | 0柴田善臣   | 55        | テリトーリアル         | 464         |
| 0000.11.10 | 福島   | 福島記念           | GIII | 芝2000m（良） | 16    | 3     | 6     | 010.90（4人）   | 06着 | R2:00.1（35.8）     | -0.6 | 0柴田善臣   | 55        | クレッシェンドラヴ     | 462         |
| 0000.12.14 | 中山   | ターコイズS        | GIII | 芝1600m（良） | 16    | 3     | 5     | 038.0（11人）   | 06着 | R1:32.8（34.4）     | -0.6 | 0柴田善臣   | 56        | コントラチェック       | 468         |
| 2020.01.18 | 小倉   | 愛知杯             | GIII | 芝2000m（重） | 16    | 3     | 5     | 024.60（9人）   | 01着 | R2:01.1（36.1）     | -0.0 | 0柴田善臣   | 56        | （アルメリアブルーム） | 466         |
| 0000.03.14 | 中山   | 中山牝馬S          | GIII | 芝1800m（不） | 16    | 3     | 5     | 012.30（4人）   | 04着 | R1:50.4（36.7）     | -0.2 | 0柴田善臣   | 56        | フェアリーポルカ       | 462         |
| 0000.04.25 | 福島   | 福島牝馬S          | GIII | 芝1800m（良） | 16    | 6     | 11    | 005.00（2人）   | 13着 | R1:48.2（35.6）     | -1.4 | 0柴田善臣   | 55        | フェアリーポルカ       | 460         |
| 0000.11.15 | 福島   | 福島記念           | GIII | 芝2000m（良） | 16    | 7     | 13    | 024.8（12人）   | 04着 | R1:59.9（35.0）     | -0.3 | 0柴田善臣   | 56        | バイオスパーク         | 474         |
| 0000.12.12 | 中京   | 中日新聞杯         | GIII | 芝2000m（良） | 18    | 5     | 10    | 033.4（11人）   | 16着 | R2:01.1（33.8）     | -1.0 | 0吉田隼人   | 56        | ボッケリーニ           | 472         |
| 2021.01.16 | 中京   | 愛知杯             | GIII | 芝2000m（良） | 18    | 6     | 11    | 038.9（11人）   | 06着 | R1:59.5（36.0）     | -0.8 | 0柴田善臣   | 56        | マジックキャッスル     | 478         |
| 0000.02.21 | 小倉   | 小倉大賞典         | GIII | 芝1800m（良） | 16    | 6     | 12    | 017.10（8人）   | 05着 | R1:45.8（34.7）     | -0.3 | 0蛯名正義   | 56        | テリトーリアル         | 464         |
| 0000.03.13 | 中山   | 中山牝馬S          | GIII | 芝1800m（不） | 16    | 4     | 8     | 033.8（13人）   | 06着 | R1:55.4（39.4）     | -0.6 | 0柴田善臣   | 56        | ランブリングアレー     | 458         |

## 繁殖成績
|      | 馬名                   | 生年   | 性 | 毛色   | 父               | 馬主 | 厩舎 | 戦績 |
| ---- | ---------------------- | ------ | -- | ------ | ---------------- | ---- | ---- | ---- |
| 初仔 | デンコウアンジュの2024 | 2024年 | 牝 | 青鹿毛 | ダノンレジェンド |      |      |      |

- 2024年9月27日現在

## 血統表
| デンコウアンジュの血統          | デンコウアンジュの血統                     | デンコウアンジュの血統        | （血統表の出典）              | （血統表の出典） |
| 父系                            | サドラーズウェルズ系                       | サドラーズウェルズ系          | サドラーズウェルズ系          | [ § 2 ]          |
| 父 メイショウサムソン 2003 鹿毛 | 父の父*オペラハウス Opera House 1988 鹿毛  | Sadler's Wells                | Northern Dancer               | Northern Dancer  |
| 父 メイショウサムソン 2003 鹿毛 | 父の父*オペラハウス Opera House 1988 鹿毛  | Sadler's Wells                | Fairy Bridge                  |                  |
| 父 メイショウサムソン 2003 鹿毛 | 父の父*オペラハウス Opera House 1988 鹿毛  | Colorspin                     | High Top                      | High Top         |
| 父 メイショウサムソン 2003 鹿毛 | 父の父*オペラハウス Opera House 1988 鹿毛  | Colorspin                     | Reprocolor                    |                  |
| 父 メイショウサムソン 2003 鹿毛 | 父の母マイヴィヴィアン 1997 鹿毛           | *ダンシングブレーヴ           | Lyphard                       | Lyphard          |
| 父 メイショウサムソン 2003 鹿毛 | 父の母マイヴィヴィアン 1997 鹿毛           | *ダンシングブレーヴ           | Navajo Princess               |                  |
| 父 メイショウサムソン 2003 鹿毛 | 父の母マイヴィヴィアン 1997 鹿毛           | ウイルプリンセス              | *サンプリンス                 | *サンプリンス    |
| 父 メイショウサムソン 2003 鹿毛 | 父の母マイヴィヴィアン 1997 鹿毛           | ウイルプリンセス              | エール                        |                  |
| 母 デンコウラッキー 2007 鹿毛   | 母の父*マリエンバード Marienbard 1997 鹿毛 | Caerleon                      | Nijinsky                      | Nijinsky         |
| 母 デンコウラッキー 2007 鹿毛   | 母の父*マリエンバード Marienbard 1997 鹿毛 | Caerleon                      | Foreseer                      |                  |
| 母 デンコウラッキー 2007 鹿毛   | 母の父*マリエンバード Marienbard 1997 鹿毛 | *マリエンバド                 | Darshaan                      | Darshaan         |
| 母 デンコウラッキー 2007 鹿毛   | 母の父*マリエンバード Marienbard 1997 鹿毛 | *マリエンバド                 | Marie de Fontenoy             |                  |
| 母 デンコウラッキー 2007 鹿毛   | 母の母メイショウユリヒメ 1994 鹿毛         | *サンデーサイレンス           | Halo                          | Halo             |
| 母 デンコウラッキー 2007 鹿毛   | 母の母メイショウユリヒメ 1994 鹿毛         | *サンデーサイレンス           | Wishing Well                  |                  |
| 母 デンコウラッキー 2007 鹿毛   | 母の母メイショウユリヒメ 1994 鹿毛         | トウホーダイヤ                | *パーソロン                   | *パーソロン      |
| 母 デンコウラッキー 2007 鹿毛   | 母の母メイショウユリヒメ 1994 鹿毛         | トウホーダイヤ                | ハードミドリ                  |                  |
| 母系(F-No.)                     | 8号族(FN:8-a)                              | 8号族(FN:8-a)                 | 8号族(FN:8-a)                 | [ § 3 ]          |
| 5代内の近親交配                 | Northern Dancer 4・5×5=12.50%              | Northern Dancer 4・5×5=12.50% | Northern Dancer 4・5×5=12.50% | [ § 4 ]          |
| 出典                            | 1. 2. 3. 4.                                | 1. 2. 3. 4.                   | 1. 2. 3. 4.                   | 1. 2. 3. 4.      |

- 5代母の半姉の仔に天皇賞（秋）兄弟制覇を成し遂げたフジノパーシア・スリージャイアンツがいる。
- 日本に輸入された10代母ステフアニア（Stephania）から70年以上に渡って続いてきた内国産の牝系出身で、母系にはセフト、月友、ライジングフレーム、ゲイタイム、トサミドリ、ハードリドンなど歴代の名種牡馬達が名を連ねている。